# Ciénega de Flores
Ciénega de Flores là một đô thị thuộc bang Nuevo León, México. Năm 2005, dân số của đô thị này là 14268 người.